# Rémérangles
Rémérangles ist eine französische Gemeinde mit 209 Einwohnern (Stand 1. Januar 2022) im Département Oise in der Region Hauts-de-France. Die Gemeinde liegt im Arrondissement Clermont und ist Teil des Kantons Mouy.

## Geographie
Rémérangles liegt in einer fruchtbaren Ebene rund 15 Kilometer östlich von Beauvais und 5,5 Kilometer nordöstlich von Bresles. Im Ostteil des Gemeindegebiets stehen zahlreiche Windkraftanlagen, die sich über die Gemeindegrenze hinaus bis in die Nachbargemeinde Litz erstrecken.

## Geschichte
| 1962 | 1968 | 1975 | 1982 | 1990 | 1999 | 2006 | 2012 |
| ---- | ---- | ---- | ---- | ---- | ---- | ---- | ---- |
| 160  | 154  | 161  | 190  | 223  | 224  | 232  | 221  |

## Verwaltung
Bürgermeister (maire) ist seit 2001 Hubert Proot.

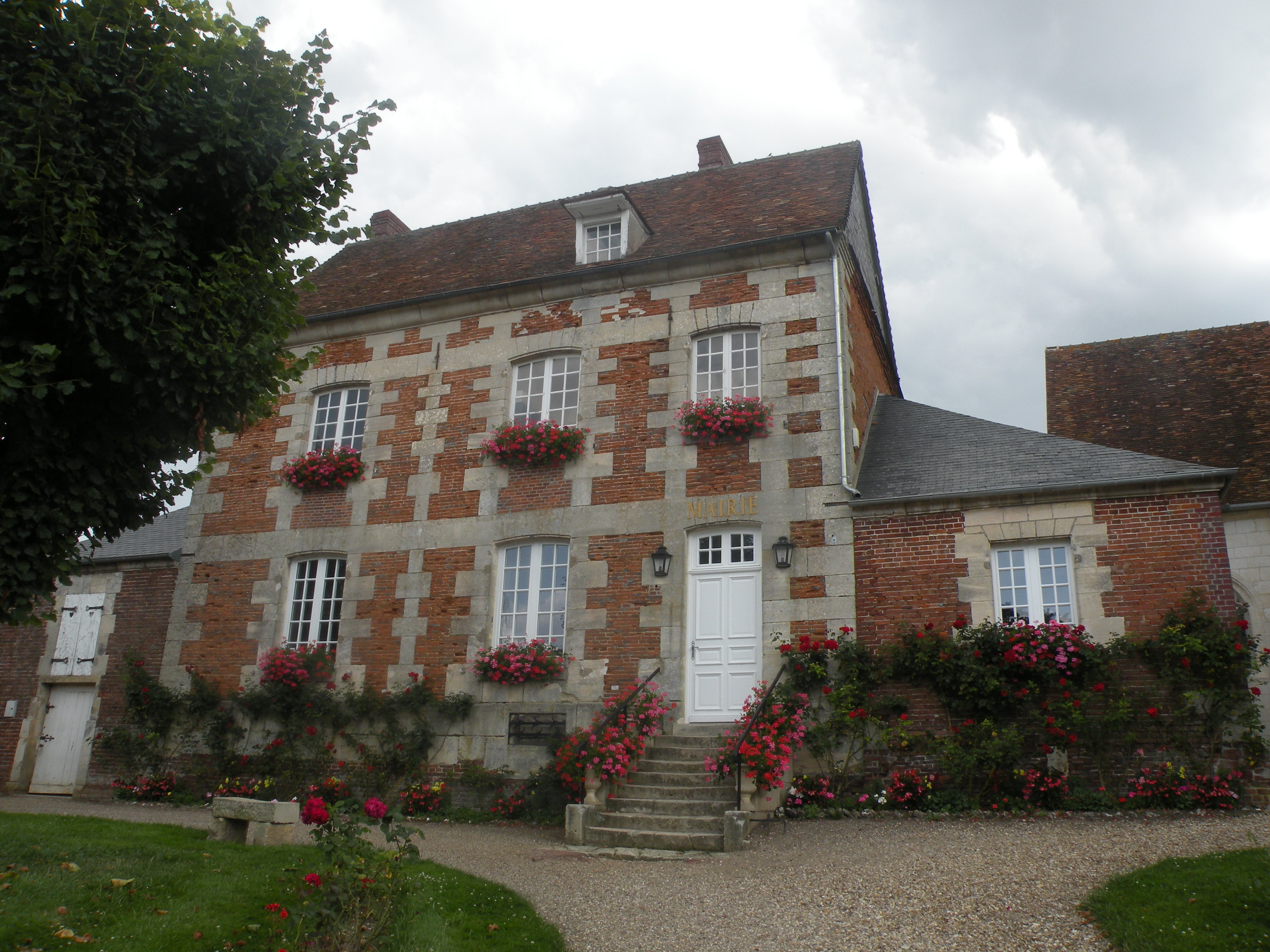
Mairie

## Sehenswürdigkeiten
- Kirche Notre-Dame mit romanischer Fassade, deren zweiter Patron der heilige Gangolf ist, seit 1927 als Monument historique eingetragen[1] (siehe auch: Liste der Monuments historiques in Rémérangles)
- Haus aus dem 15. Jahrhundert in der Hauptstraße
- Flurkreuz im Süden des Orts